# Kimberlé Crenshaw

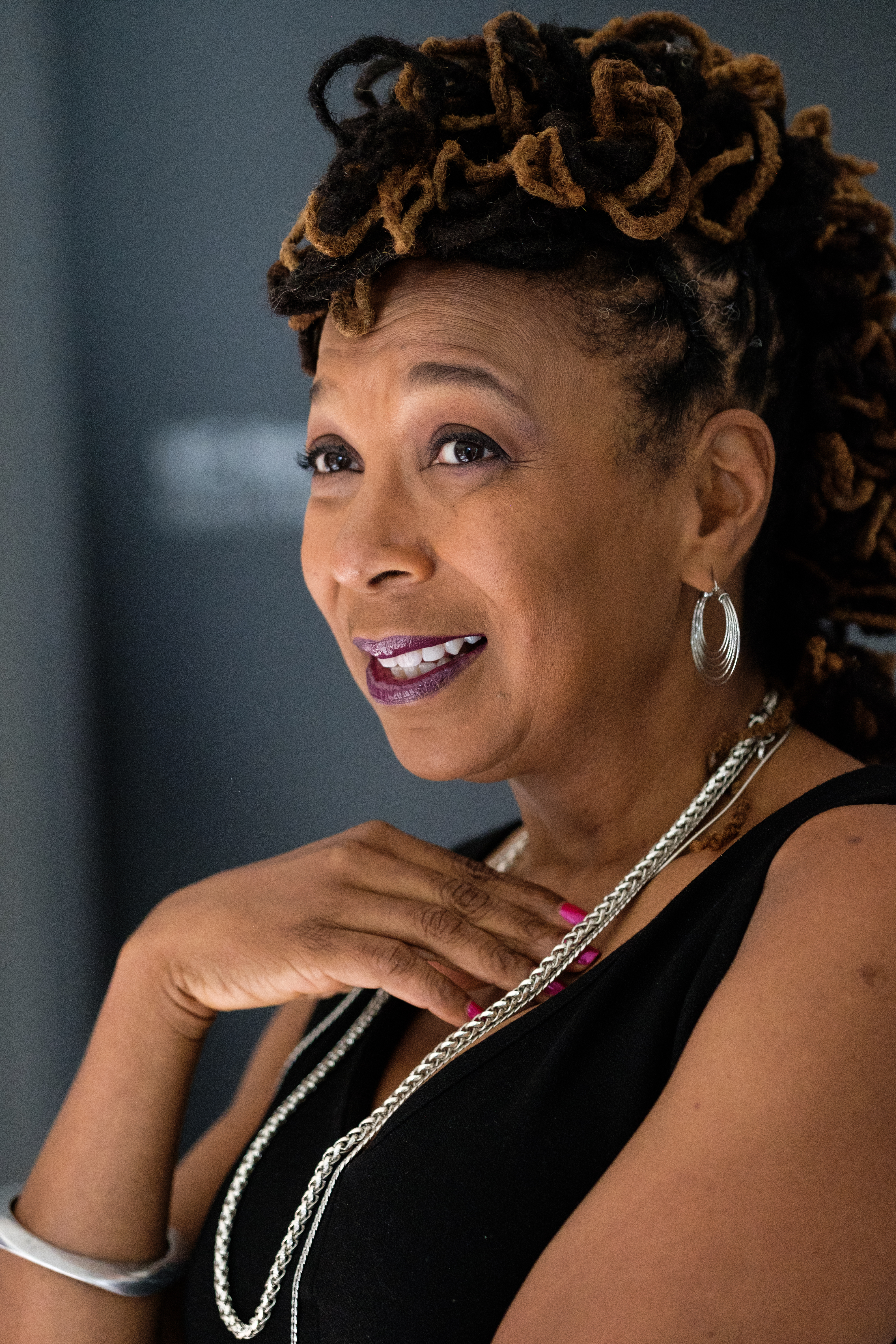
Kimberlé Crenshaw (2018)

Kimberlé Williams Crenshaw (* 1959 in Canton, Ohio) ist eine US-amerikanische Juristin, Bürgerrechtsaktivistin und Mitbegründerin der Critical Race Theory (engl. für kritische „Rassen“-Theorie).
Crenshaw ist Professorin an der University of California, Los Angeles, und der Columbia University. Ihre Spezialgebiete sind institutionalisierter Rassismus im US-amerikanischen Recht und feministische Rechtstheorie. Sie prägte den Begriff Intersektionalität.
Crenshaw ist Mitgründerin des African-American Policy Forum und Präsidentin des Center for Intersectional Justice e. V.

## Akademischer Werdegang
Kimberlé Crenshaw studierte Government und Afrikanistik an der Cornell University und erreichte 1981 ihren Bachelor-Abschluss. Danach besuchte sie die Harvard University, wo sie 1984 ihren Abschluss als Juris Doctor erwarb, 1985 einen Master of Laws an der University of Wisconsin–Madison. Sie arbeitete für ein Jahr am Wisconsin Supreme Court. 1986 erhielt sie ihren ersten Lehrauftrag an der University of California, Los Angeles (UCLA). An der Columbia Law School gründete sie 2011 das Center for Intersectionality and Social Policy Studies (CISPS). Zurzeit ist sie Professorin an beiden Universitäten, der UCLA und der Columbia University.
Von 2005 bis 2007 erhielt Crenshaw das Ira Glasser Racial Justice Fellowship der American Civil Liberties Union. 2007 erhielt sie den Fulbright Chair for Latin America in Brasilien. Von 2008 bis 2009 war sie Fellow des Center of Advanced Behavioral Studies der Stanford University.

## African-American Policy Forum
1996 gründete Crenshaw gemeinsam mit Luke Charles Harris das African-American Policy Forum (AAPF). Ziel dieses Think Tanks ist es, Verknüpfungen zwischen Diskriminierungsformen wie Rassismus, Sexismus und Klassismus aufzudecken und abzubauen.
2014 kritisierte Crenshaw Barack Obamas Initiative „My Brother’s Keeper“, die auf die Erweiterung sozialer Möglichkeiten für junge Schwarze Männer bedacht war. Sie stellte sich an die Spitze der Online-Kampagne #WhyWeCantWait, die im digitalen Raum gegen den Ausschluss Schwarzer Frauen und gegen strukturellen Rassismus protestierte. Die Bewegung genoss großen Zuspruch und wurde von prominenten Aktivistinnen wie Alice Walker und Angela Davis unterstützt. Crenshaw hat die wichtigsten Standpunkte dieser Initiative in ihrem Artikel Why Intersectionality Can’t Wait zusammengefasst.

## Veröffentlichungen (Auswahl)
- Critical Race Theory (edited by Kimberlé Crenshaw et al.). New Press (1995)
- Words that Wound: Critical Race Theory, Assaultive Speech and the First Amendment (with Mari J. Matsuda et al.). Westview (1993).
- The Race Track: Understanding and Challenging Structural Racism (with Luke Charles Harris and George Lipsitz). New Press (2013).
- Reaffirming Racism: The faulty logic of Colorblindness, Remedy and Diversity (edited by Kimberlé Crenshaw and Gary Peller). New Press (2013).

Zusätzlich zu ihrer wissenschaftlichen Arbeit schreibt Crenshaw Beiträge in Zeitschriften wie The Nation und dem feministischen Ms. Magazine. Sie tritt regelmäßig als Gastkommentatorin in den Radio- und Fernsehsendern NPR und MSNBC auf. Crenshaw ist Mitbegründerin der Women’s Media Initiative, die die Repräsentation von Frauen in den Medien unterstützt und Weiterbildungsprogramme für Journalistinnen anbietet.

## Auszeichnungen
- 1985 William H. Hastie Fellow
- 1991 Professorin des Jahres, UCLA School of Law
- 1994 Professorin des Jahres, UCLA School of Law
- 2007 Fulbright Chair for Latin America in Brazil[4]
- 2008 Empfängerin des Forschungsstipendiums Alphonse Fletcher Fellowship[5]
- 2008 Fellow, Center for Advanced Behavioral Studies in the Social Sciences, Stanford University[6]
- 2015 No. 1 Most Inspiring Feminist, Ms. Magazine[7]
- 2015 “Power 100” Ebony Magazine[8]
- 2016 Outstanding Scholar Award, Fellows of the American Bar Foundation[9]
- 2021 Mitglied der American Academy of Arts and Sciences
- 2024 Aufnahme in die National Women’s Hall of Fame[10]